# Karl Kaltenbacher

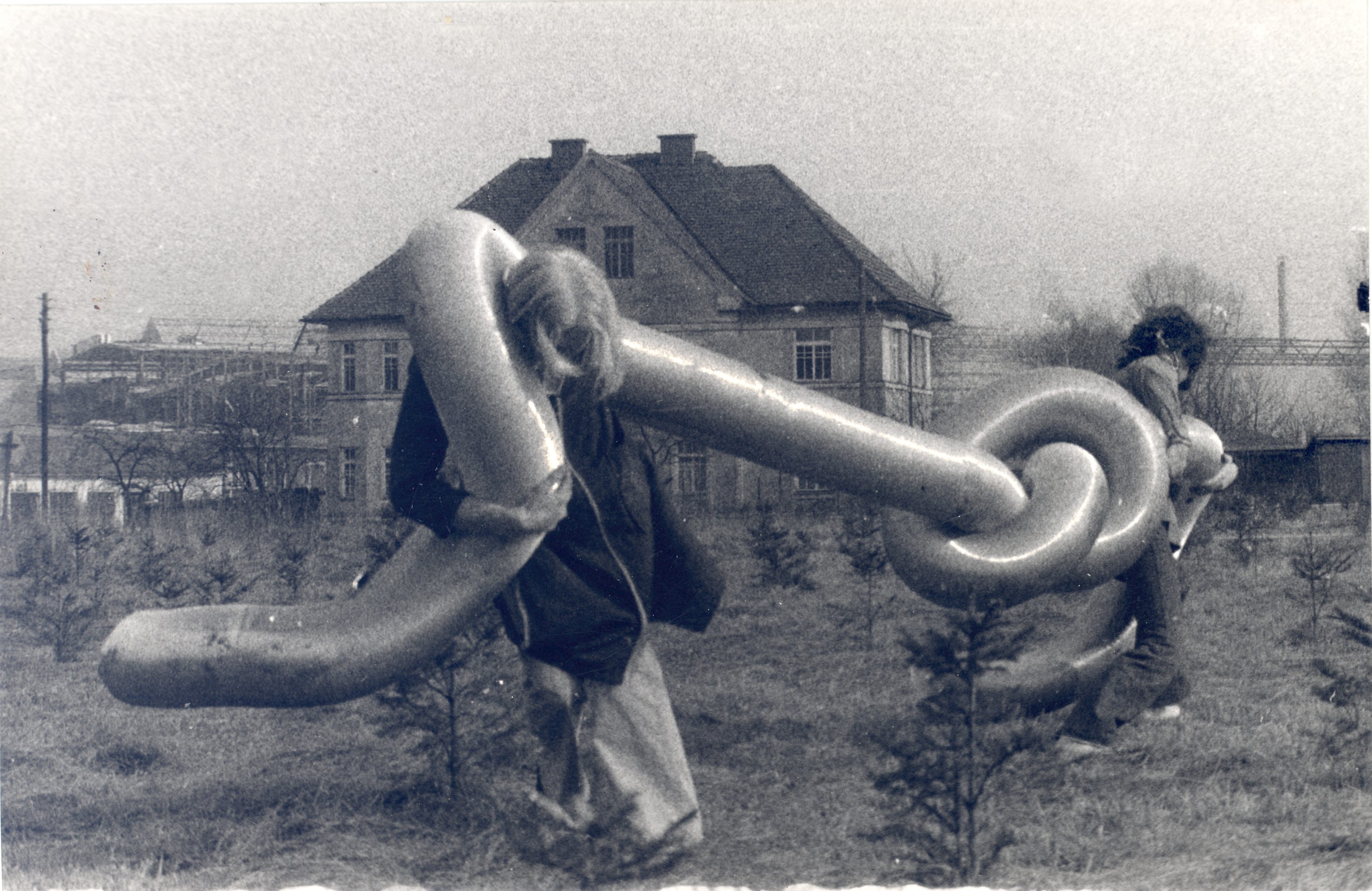
Performance "Schlauchschleife 1976" mit Beni Altmüller

Karl Charles Kaltenbacher (* 1950 in Steyr) ist ein österreichischer Maler, Grafiker, Bildhauer, Choreograf und Autor.

## Leben und Wirken
Der in Steyr geborene Künstler verbrachte einen Teil seiner Kindheit von 1954 bis 1962 in Australien. Er studierte von 1971 bis 1977 an der Hochschule für Gestaltung Linz bei Alfons Ortner und Helmuth Gsöllpointner und erhielt das Diplom mit Auszeichnung.
Seit 1972 tätigte er mehr als 400 kulturelle Äußerungen in Form von Ausstellungen, Performances, Tanzchoreografien, Vorträgen, Publikationen sowie Werken in öffentlichen und privaten Institutionen. Er verbrachte einige Zeit im Egon-Hofmann-Haus und ist Mitglied der Künstlervereinigung MAERZ.

## Ausstellungsbeteiligungen (Auswahl)
- 1977: "forum metall"[3]
- 2011: Die Schönheit des Gestus (oder: über das Kraftschöne). Ein Projekt von Charles Kaltenbacher und Peter Sommerauer in der Künstlervereinigung MAERZ[4]
- 2013: "WEGMARKEN" Einblick MAERZ, Großer Raum[5]

## Poetik
- 2002: Charles Kaltenbacher: Alle Bilder gehen aufrecht * Die Grundlage ist eine Kugel[6]

## Performance
- 1998: "ROCK'N ROLL SCULPTURE" DANCE PERFORMANCE BY CHARLES KALTENBACHER AT WUK (VIENNA) -1998
- 1993: „Performance: Relikte & Sedimente“ Offenes Kulturhaus Oberösterreich[7]

## Öffentliche Sammlungen
- Die Kunstsammlung des Landes Oberösterreich[8]

## Publikationen
- mit Heinz Baumüller: Baumüller/Kaltenbacher. past.present.future Buchgestaltung: Andrea Hofinger/Dennis de Kort. "Baumüller/Kaltenbacher. past.present.future" 2007 Artbook Verlag, ISBN 978-3-9502189-5-4.